# Magdolna Zimányi
Magdolna Zimányi, née Magdolna Györgyi, (Budapeste, 29 de novembro de 1934 – Budapeste, 27 de março de 2016) foi uma matemática e cientista da computação húngara, uma das pioneiras da ciência da computação na Hungria.
Recebeu em 2000 o John von Neumann Prize da John von Neumann Computer Society.

## Vida pessoal
Seu marido Zimányi József foi um físico que recebeu o Prêmio Széchenyi.